# Supernatural (2.ª temporada)
A segunda temporada de Supernatural estreou em 28 de setembro de 2006 na emissora The CW, e terminou em 17 de maio de 2007, sendo composta por 22 episódios. A temporada foi a primeira temporada a ser exibida pela emissora The CW, em um empreendimento conjunto da The WB e da UPN. A temporada anterior foi exibida pela The WB.
A temporada teve uma audiência média de cerca de 3.14 milhões de telespectadores, e correu risco de não receber uma renovação. O elenco e a equipe receberam muitas indicações de prêmios, mas os episódios receberam críticas mistas de críticos. Tanto a química fraternal entre os atores principais e a decisão de terminar o enredo iniciado na primeira temporada foram elogiadas, embora a estrutura formulada dos episódios tenham sido criticada.

## Sinopse
A temporada segue os irmãos Sam e Dean Winchester enquanto caçam Azazel, o demônio responsável pelas mortes de seus pais, Mary e John. Eles tentam descobrir o plano do demônio para Sam e outras crianças psíquicas—jovens adultos que foram visitados por Azazel quando bebês e ganharam habilidades, e cujas mães também morreram em um incêndio. Durante suas viagens, eles usam o diário de seu pai para ajudá-los a continuar o negócio da família—salvar pessoas e caçar criaturas sobrenaturais.

## Elenco

### Principal
| Intérprete      | Personagem      | Episódios |
| --------------- | --------------- | --------- |
| Jared Padalecki | Sam Winchester  | 22        |
| Jensen Ackles   | Dean Winchester | 22        |

### Recorrente
| Intérprete              | Personagem              | Episódios |
| ----------------------- | ----------------------- | --------- |
| Samantha Ferris         | Ellen Harvelle          | 6         |
| Jim Beaver              | Bobby Singer            | 5         |
| Alona Tal               | Jo Harvelle             | 4         |
| Chad Lindberg           | Ash                     | 4         |
| Fredric Lehne           | Azazel                  | 3         |
| Jeffrey Dean Morgan     | John Winchester         | 2         |
| Sterling K. Brown       | Gordon Walker           | 2         |
| Gabriel Tigerman        | Andrew (Andy) Gallagher | 2         |
| Katharine Isabelle      | Ava Wilson              | 2         |
| Charles Malik Whitfield | Victor Henriksen        | 2         |
| Aldis Hodge             | Jake Talley             | 2         |
| Richard Speight Jr.     | Brincalhão              | 1         |
| Lindsey McKeon          | Tessa                   | 1         |
| Chris Gauthier          | Ronald Reznick          | 1         |
| Amber Benson            | Lenore                  | 1         |

## Episódios
| N.º na série | N.º na temp. | Título                                                                                           | Dirigido por    | Escrito por                                                             | Exibição original       | Audiência (milhões) |
| --- | ------------ | ------------------------------------------------------------------------------------------------ | --------------- | ----------------------------------------------------------------------- | ----------------------- | ------------------- |
| 23 | 1            | "In My Time of Dying" "(Na Hora da Minha Morte)" (BR)                                            | Kim Manners     | Eric Kripke                                                             | 28 de setembro de 2006  | 3.93                |
| Após o acidente de carro, os Winchester são levados para um hospital em Memphis. Apesar de Sam e John sobreviverem ao acidente com ferimentos leves, Dean está em coma. Ele tem uma experiência extracorpórea e é abordado por uma ceifadora , que tenta levar sua alma. Ela lhe revela que, ao recusar-se a seguir em frente, ele vai um dia se tornar um espírito vingativo. Enquanto isso, Sam tenta, sem sucesso, salvar seu irmão, John faz contato com Azazel e se oferece para fazer um acordo. Em troca de salvar a vida de Dean, ele vai desistir de sua própria vida, sua alma imortal, e a Colt. |              |                                                                                                  |                 |                                                                         |                         |                     |
| 24 | 2            | "Everybody Loves a Clown" "(Todos Amam o Palhaço)" (BR)                                          | Phil Sgriccia   | John Shiban                                                             | 5 de outubro de 2006    | 3.34                |
| Depois de cremar o corpo de seu pai, Sam e Dean se recusam a discutir sua morte. Em vez disso, voltam ao trabalho e encontram o Roadhouse Harvelle, um bar frequentado por caçadores. Lá, eles conhecem Ellen Harvelle, uma velha amiga de John, e sua filha Jo. Com a ajuda de Ash, eles tentam analisar a investigação de John sobre Azazel, os irmãos vão investigar assassinatos de visitantes a um circo. Eles descobrem que se trata de um Rakshasa. Os Rakshasa geralmente se disfarçam para atrair crianças e as enganam para deixá-los entrar em casa para matar seus pais. Este demônio morre apenas se for atingido com uma arma feita de latão. Quando não está se alimentando, ele toma a forma de um atirador de facas cego no circo, e os irmãos o matam com um tubo de Órgão feito de latão. Dean depois desconta sua ira em relação à morte de seu pai sobre o Impala. |              |                                                                                                  |                 |                                                                         |                         |                     |
| 25 | 3            | "Bloodlust" "(Sede de Sangue)" (BR)                                                              | Robert Singer   | Sera Gamble                                                             | 12 de outubro de 2006   | 3.78                |
| Os irmãos investigam uma série de mutilações de gado e decapitações em Red Lodge, Montana. Descobrem que uma das vítimas decapitadas era vampira. Eles conhecem um caçador de vampiros na região, Gordon Walker, Ellen avisa que ele é perigoso. Sam mais tarde é capturado por um grupo de vampiros, e sua líder, Lenore, revela-lhe que eles têm se alimentado apenas de sangue bovino. Após ser libertado, Sam tenta inutilmente convencer seu irmão que estes vampiros devem ser deixados sozinhos. No entanto, quando eles chegam ao esconderijo dos vampiros, veem que Gordon já capturou Lenore. Tentam convencer Gordon a não matá-la, e ele corta o braço de Sam para tentar a vampira. Quando Lenore resiste à tentação, os irmãos o dominam. Sam leva Lenore à segurança. Mais tarde, Dean admite a Sam que estava errado e dá uma surra em Gordon. |              |                                                                                                  |                 |                                                                         |                         |                     |
| 26 | 4            | "Children Shouldn't Play with Dead Things" "(Crianças Não Devem Brincar com Coisas Mortas)" (BR) | Kim Manners     | Raelle Tucker                                                           | 19 de outubro de 2006   | 3.29                |
| Os irmãos vão visitar a lápide da mãe feita por um tio em homenagem a ela. Dean vê plantas mortas sobre um túmulo nas proximidades da jovem recém falecida, Angela Mason. Eles logo descobrem que o ex-namorado de Angela foi assassinado na noite anterior. Sam e Dean cavam a sepultura e encontram o caixão vazio. Eles deduzem que seu grande amigo Neil, que era secretamente apaixonado por ela, a ressuscitou como um zumbi. Tendo matado seu namorado, o próximo alvo de Angela será a sua colega de quarto, que a traiu juntamente com o ex. No entanto, Sam e Dean salvam a mulher e matam a zumbi com uma estaca de prata dentro de seu caixão. Mais tarde Dean pede desculpas a Sam por seu comportamento bobo e revela que ele tem tido problemas para lidar com a culpa que sente pela morte do pai. |              |                                                                                                  |                 |                                                                         |                         |                     |
| 27 | 5            | "Simon Said" "(Ele Disse)" (BR)                                                                  | Tim Iacofano    | Ben Edlund                                                              | 26 de outubro de 2006   | 3.65                |
| Sam tem uma visão de um homem a cometer um assassinato e suicídio. Ash ajuda os irmãos a rastrearem Andy Gallagher, que assim como Sam, é ligado ao demônio. Eles vão para a Guthrie, Oklahoma, e Sam é capaz de parar o assassinato, embora o homem ainda acaba matando a si mesmo, atirando-se à frente de um ônibus. Os irmãos localizam Andy mais tarde e descobrem que ele tem habilidades de controle da mente. Acreditam que Andy forçou o homem a cometer suicídio, no entanto, Sam tem a visão do suicídio de uma mulher enquanto estão conversando com Gallagher. Depois de saber que a mulher que se matou era mãe biológica de Andy, eles conduzem uma investigação e descobrem que ele tem um irmão gêmeo chamado Ansen. Ansen utiliza a mesma capacidade psíquica para matar os que estão ligados à adoção que os separava. Ele então decide matar a namorada de Andy, e os Winchester procuram salvá-la. Andy acaba matando seu irmão gêmeo para salvar Dean. Sam percebe que cada criança ligada a Azazel tem tendência de se tornar um assassino. Quando mais tarde eles regressam ao Roadhouse, descobrem que a mãe adotiva de Ansen não morreu quando ele era um bebê, ou seja, nem toda criança com poderes psíquicos segue um padrão rastreável. |              |                                                                                                  |                 |                                                                         |                         |                     |
| 28 | 6            | "No Exit" "(Sem Saída)" (BR)                                                                     | Kim Manners     | Matt Witten                                                             | 2 de novembro de 2006   | 3.38                |
| Quando Ellen não permite que Jo vá investigar desaparecimentos misteriosos de mulheres em um conjunto de prédios de apartamento, Sam e Dean levam o caso a sério e vão para a Filadélfia. No entanto, Jo secretamente segue-os e se oferece para ajudar. Eles acham ectoplasma no apartamento da vítima, e percebem que um fantasma está por trás dos sequestros. Jo mostra uma extensa pesquisa que aponta que o assassino seria o primeiro assassino em série dos Estados Unidos, H. H. Holmes, ele foi executado no local onde o prédio foi construído mais tarde. Outra mulher logo desaparece, assim o três tentam encontrar uma maneira de salvá-la, mas Jo é capturada pelo espírito. Os irmãos encontram covil do fantasma no sistema de esgoto sob o edifício, onde estão Jo e a outra mulher. Eles armam uma armadilha em seguida, onde o espírito fica preso dentro de um círculo de sal, e depois selam a entrada da câmara com concreto. Mais tarde Jo conversa com sua mãe, que com raiva revela que seu pai morreu durante uma caçada com John Winchester. |              |                                                                                                  |                 |                                                                         |                         |                     |
| 29 | 7            | "The Usual Suspects" "(Os Suspeitos Habituais)" (BR)                                             | Mike Rohl       | Cathryn Humphris                                                        | 9 de novembro de 2006   | 3.19                |
| Os irmãos vão investigar o misterioso assassinato de um advogado e sua esposa, mas logo são detidos pela polícia. Sam consegue escapar. Um dos detetives, Diana Ballard, vê uma aparição de uma mulher assassinada, e por insistência de Dean, Sam a ajuda a descobrir que a mulher é um traficante de heroína que fora assassinada pois estava dando informações à policia. A mulher aparece e leva-os para seu corpo, que estava escondido dentro de uma parede. Um colar em seu pescoço é reconhecido por Diana, ela havia ganhado de seu parceiro e colega de trabalho, Pete Sheridan, descobre-se que ele é o assassino da mulher. Isso faz com que Sam perceba que o espírito era na verdade um presságio de morte querendo alertar Diana. Enquanto isso, Pete pega Dean na delegacia e o leva para a floresta com a intenção de matá-lo e culpá-lo pelos assassinatos. Sam e Diana conseguem encontrá-los, Pete admite ter matado a mulher que vendia a heroína que ele havia roubado da estação, matado o advogado que lavou o dinheiro, e também sua esposa que sabia demais. O espírito retorna para ajudar Diana, que mata Pete, e então desaparece. Diana deixa os irmãos livres para que eles possam continuar salvando as pessoas. |              |                                                                                                  |                 |                                                                         |                         |                     |
| 30 | 8            | "Crossroad Blues" "(O Blues de Encruzilhada)" (BR)                                               | Steve Boyum     | Sera Gamble                                                             | 16 de novembro de 2006  | 3.16                |
| Sam e Dean investigam um suicídio, a vítima atirou-se de um prédio pois acreditava ser perseguida por um grande cão preto. Descobrem que o homem estava com dificuldades financeiras dez anos antes, mas alcançou o sucesso da noite pro dia em arquitetura. Eles finalmente percebem que o tal cachorro era um Cão do Inferno enviado para recolher sua alma, pois o homem havia feito um pacto demoníaco para ganhar o seu talento. No entanto, o demônio também fez acordos com outras pessoas na mesma época, os irmãos rastreiam uma delas, um homem que entregou sua alma para curar sua mulher do câncer. Sam fica para trás para proteger o homem do Cão-do-Inferno, Dean chama o demônio em uma encruzilhada e usa truques para ele pisar em uma armadilha do diabo. Em troca de sua liberdade, o demônio liberta o homem e outras pessoas do seu pacto. Antes de ir embora, zomba de Dean sobre seu pai, John, revelando que ele está sofrendo no Inferno. |              |                                                                                                  |                 |                                                                         |                         |                     |
| 31 | 9            | "Croatoan" "(Croatoan)" (BR)                                                                     | Robert Singer   | John Shiban                                                             | 7 de dezembro de 2006   | 3.12                |
| Depois que Sam tem uma premonição de Dean matando um homem indefeso, os irmãos vão para Rivergrove, para investigar. Sam vê "Croatoan" entalhado em um poste, lembrando-lhe da colônia de Roanoke que fora exterminada misteriosamente na época da colonização dos EUA. Eles logo descobrem que todas as formas de comunicação não funcionam, que as pessoas da cidade estão extremamente violentas e bloquearam as estradas. Eles vão a um consultório médico local, onde uma doutora constata que o sangue de algumas pessoas foi infectado por um vírus contendo enxofre, levando Sam a pensar que a teoria do pai sobre Croatoan ser uma praga demoníaca estava certa. De repente, no consultório, uma mulher ataca Sam, ela tenta infectá-lo com seu sangue, Dean a mata. Sam tenta se matar, pois deveria estar infectado também, mas Dean não permite. Momentos mais tarde, descobre-se que todas as pessoas infectadas de repente desapareceram, deixando a cidade deserta. Depois de ter seu sangue testado, Sam descobre que não foi contaminado, então os irmãos saem da cidade. Um dos sobreviventes se revela um demônio, e contata Azazel para informá-lo que Sam era imune ao vírus. Mais tarde, Dean diz a Sam que tem algo importante para lhe contar, algo que seu pai lhe disse sobre Sam, antes de morrer. |              |                                                                                                  |                 |                                                                         |                         |                     |
| 32 | 10           | "Hunted" "(Caçado)" (BR)                                                                         | Rachel Talalay  | Raelle Tucker                                                           | 11 de janeiro de 2007   | 3.24                |
| Dean revela a Sam que, antes de morrer, seu pai disse-lhe que ele tem que salvar Sam, se puder, ou então matá-lo. Sam vai sozinho para Roadhouse tentar encontrar mais crianças com habilidades psíquicas como ele. A pesquisa de Ash só encontra um jovem chamado Scott Carey, mas ele fora assassinado há um mês. Sam vai para Indiana investigar, e é seguido por uma jovem mulher chamada Ava Wilson. Como Sam, ela tem premonições, e previu a morte de Scott. Ela também tem tido visões de Sam ser morto em uma explosão. Os dois roubam um arquivo de Scott de um psiquiatra, descobrem que ele falou com Azazel e foi informado sobre um exército de crianças psiquicamente poderosas sendo usadas em uma guerra que se aproximava. O caçador de vampiros Gordon Walker tenta matar Sam, mas Dean o para no momento exato, no entanto acaba sendo seu prisioneiro. Sam lembra-se de visão de Ava e evita armadilhas explosivas de Gordon. Ele salva Dean e a polícia prende Gordon devido a uma denúncia anônima feita por Sam. Os irmãos procuram por Ava, mas só encontram seu noivo morto, e havia enxofre na janela apontando para um rapto demoníaco. |              |                                                                                                  |                 |                                                                         |                         |                     |
| 33 | 11           | "Playthings" "(Brinquedos)" (BR)                                                                 | Charles Beeson  | Matt Witten                                                             | 18 de janeiro de 2007   | 3.44                |
| Os irmãos investigam mortes misteriosas no Hotel Pierpont em Cornwall, Connecticut. O hotel é administrado por Susan, uma mãe solteira, que pretende vendê-lo. Ela mora lá com sua mãe, Rose, e sua filha, Tyler, que tem uma amiga imaginária chamada Maggie. Outro suicídio ocorre enquanto Sam e Dean estão lá, Sam se sente culpado e, depois de ficar bêbado, faz com que Dean prometa que vá matá-lo se ele acabar indo para o mal. Mais tarde, os irmãos descobrem que Rose foi praticante de voodoo, e suspeitam que ela está por trás das mortes. No entanto, ela recentemente sofreu um AVC, e seria incapaz de praticar a magia. Susan é atacada por um espírito vingativo, mas é salva por Sam e Dean. Eles então descobrem que Maggie é o fantasma da irmã de Rose, Margaret, que quando criança se afogou na piscina da pousada. Maggie era mantida à distância pelo vodu de Rose, mas voltou quado a irmã não pode mais afastá-la. Maggie não quer que a família se mude, por isso ela tenta afogar Tyler para que possa ter uma amiga para sempre. Para salvar Tyler, Rose dá sua própria vida, se tornando companheira eterna de Maggie. |              |                                                                                                  |                 |                                                                         |                         |                     |
| 34 | 12           | "Nightshifter" "(Caminhante Noturno)" (BR)                                                       | Phil Sgriccia   | Ben Edlund                                                              | 25 de janeiro de 2007   | 3.42                |
| Os Winchester investigam uma série de assaltos e suicídios, em Milwaukee, Wisconsin, que envolvem funcionários que roubam de seus empregadores e, em seguida, se matam. Um ex-guarda de segurança, chamado Ronald "Ron" Reznick, vem conduzindo sua própria pesquisa e acredita que o culpado é um Android (metade homem, metade máquina). Apesar da suposição fantasiosa, suas descobertas ajudam os irmãos a perceberem que um metamorfo está por trás de tudo. Prevendo que o próximo incidente irá ocorrer em um banco, Sam e Dean se disfarçam como seguranças para se infiltrar no edifício, e, pelas câmeras, descobrem que o metamorfo tomou a forma do gerente do banco. No entanto, antes que eles possam atuar, Ron chega e toma todos como reféns. Os irmãos o convencem que acreditam em sua teoria, e todas as pessoas vão para o cofre para que eles possam localizar o metamorfo. Mais tarde descobrem que ele já se transformou em outra pessoa, uma mulher. Ron o persegue, mas é morto por um atirador da polícia. Um refém, em seguida, tem um ataque cardíaco, e Dean o leva a uma ambulância fora do banco. Ele é identificado, então o agente do FBI Victor Henriksen vai ao local. Henriksen revela a Dean por telefone que ele tem o acompanhado desde o incidente em St. Louis no ano anterior, quando um outro metamorfo se transformou em Dean e foi enquadrado por tentativa de homicídio. Os membros da SWAT entram no prédio, os irmãos matam o mutante e escapam, disfarçados como membros da SWAT.                                                               |              |                                                                                                  |                 |                                                                         |                         |                     |
| 35 | 13           | "Houses of the Holy" "(Casas do Sagrado)" (BR)                                                   | Kim Manners     | Sera Gamble                                                             | 1 de fevereiro de 2007  | 3.37                |
| Os irmãos vão investigar assassinatos em que os culpados afirmam ter matado a pedido de um anjo. Então eles descobrem que as vítimas eram um assassino e um pedófilo, que frequentavam a mesma igreja. Sam e Dean descobrem que um padre foi morto a tiros de fora dessa igreja. Enquanto Sam quer acreditar que realmente existe um anjo, Dean acha que é o espírito vingativo do sacerdote. Sam é visitado por tal anjo, que lhe da ordens para matar um homem mau. Dean segue a pessoa que o anjo indicou para ter certeza de que o homem é realmente culpado, Sam convoca o espírito do padre, ele descobre que o espírito acredita ser um anjo, mas outro sacerdote da igreja o convence o contrário e coloca sua alma para descansar. Nesse momento, Dean impede o homem de atacar uma mulher, e então o persegue em seu carro. Durante a perseguição, o homem quase bate em um caminhão, e uma barra de metal do caminhão cai e espeta-lhe no coração causando a sua morte. Mais tarde, Dean confessa a Sam que acredita que pode ter sido o desejo de Deus. |              |                                                                                                  |                 |                                                                         |                         |                     |
| 36 | 14           | "Born Under a Bad Sign" "(Nascido num Signo Ruim)" (BR)                                          | J. Miller Tobin | Cathryn Humphris                                                        | 8 de fevereiro de 2007  | 2.84                |
| Sam está desaparecido há mais de uma semana, Dean o encontra coberto de sangue num hotel, sem se lembrar do que aconteceu. Sam conduz Dean a uma casa onde eles encontram um caçador assassinado e filmagens da câmera de segurança onde Sam mata o caçador. Ele fica bastante nervoso enquanto seu irmão encobre seu rastro. Tenta forçar Dean a matá-lo antes que machuque alguém, mas Dean se recusa, então Sam o deixa desmaiado. Mais tarde visita Jo em seu trabalho, diz que o irmão não está interessado nela e que John matou seu pai. Dean chega um pouco antes que Sam possa machucá-la. Sam tenta novamente convencer Dean a atirar nele, mas Dean joga água benta, revelando que Sam está possuído. Sam atira em Dean e foge para Bobby. No entanto, Bobby coloca água benta em uma garrafa de cerveja, enfraquecendo o demônio e em seguida o faz ficar em baixo de uma armadilha que o contém. Depois de ferido, Dean é tratado por Jo e vai se juntar a Bobby, numa tentativa de exorcismo. O ritual não funciona, e Bobby vê que o demônio usou um símbolo para se trancar ao corpo de Sam. Quando ele se liberta e ataca Dean, revela que é o mesmo que anteriormente residia em Meg Masters. Bobby quebra o selo com uma faca quente, forçando o demônio a fugir. |              |                                                                                                  |                 |                                                                         |                         |                     |
| 37 | 15           | "Tall Tales" "(Exagerado)" (BR)                                                                  | Bradford May    | John Shiban                                                             | 15 de fevereiro de 2007 | 3.03                |
| Depois que Sam e Dean não têm sorte em sua investigação de acontecimentos estranhos envolvendo espíritos, alienígenas e jacarés em um campus universitário, chamam o caçador Bobby Singer para ajudar. Bobby percebe que o causador de tudo é um semideus pagão capaz de manipular a realidade. Eles enfrentam o zelador do edifício onde ocorreram os acontecimentos, que revela sua verdadeira identidade. O malandro tenta negociar, mas os caçadores o atacam. Ele revida e conjura alguns lacaios para defendê-lo, e no final ele finge sua própria morte. |              |                                                                                                  |                 |                                                                         |                         |                     |
| 38 | 16           | "Roadkill" "(O Fantasma da Estrada)" (BR)                                                        | Charles Beeson  | Raelle Tucker                                                           | 15 de março de 2007     | 3.52                |
| Molly McNamara e seu marido se perdem numa estrada. Um homem de repente aparece na frente do carro, eles batem em uma árvore na tentativa de não atropelá-lo, Molly mais tarde acorda sozinha no carro. O homem reaparece e a persegue, então ela pede socorro se atirando na frente do Impala dos Winchester. Ela tenta mostrar a eles o carro batido, mas ele desapareceu. Então eles tentam sair de lá, mas são confrontados novamente pelo homem, o carro de Dean passa através dele, fazendo com que o fantasma suma. Os irmãos contam a Molly que o que está atrás dela é o espírito vingativo de Jonas Greely, que morreu naquela estrada alguns anos antes e agora mata motoristas no aniversário de sua morte. O trio localiza a antiga casa de Greely, encontram o seu túmulo e queimam o corpo. Com o espírito de Greely livre, os Winchester explicam a Molly que seu marido ainda está vivo, mas casado com outra. Contam que ela morreu no mesmo acidente de carro que matou Jonas Greely e é um espírito que vem revivendo a mesma coisa desde a noite de sua morte. Ela aceita a verdade e seu espírito segue em frente. |              |                                                                                                  |                 |                                                                         |                         |                     |
| 39 | 17           | "Heart" "(Dolorosa Missão)" (BR)                                                                 | Kim Manners     | Sera Gamble                                                             | 22 de março de 2007     | 3.38                |
| Os irmãos vão investigar uma série de ataques de lobisomem em São Francisco, e atendem Madison, a secretária da última vítima. Ela diz a eles que seu chefe ocasionalmente estava flertando com ela, e alega que seu violento ex-namorado Kurt tinha observado os dois em um bar na noite em que seu chefe morreu. Suspeitando de Kurt ser o lobisomem, enquanto Dean pesquisa ele manda Sam proteger Madison. Existe uma atração entre os dois, mas Sam não responde ao seu flerte. Naquela noite, ela se transforma em um lobisomem e sai sorrateiramente. Madison tenta matar Kurt, mas Dean o salva. No dia seguinte, os irmãos então deduzem que Madison foi infectada durante um aparente assalto no mês anterior. Segundo a lenda do lobisomem no diário de John Winchester, um lobisomem volta ao normal se o seu "pai" está morto. Dean é capaz de matar o lobisomem, que é revelado ser vizinho de Madison. Quando ela não altera a noite seguinte, eles acreditam que a maldição foi levantada. Sam fica feliz com Madison e fazem amor, na noite seguinte, mas, mais tarde, ela se transforma novamente e foge. Não querendo viver como um monstro, Madison implora no dia seguinte para que ele a mate. Com nenhuma maneira de curá-la, o perturbado Sam concede o seu desejo. |              |                                                                                                  |                 |                                                                         |                         |                     |
| 40 | 18           | "Hollywood Babylon" "(Assombração em Hollywood)" (BR)                                            | Phil Sgriccia   | Ben Edlund                                                              | 19 de abril de 2007     | 3.25                |
| Depois que um ajudante é aparentemente morto por um espírito no set de um filme de terror, Sam e Dean vão para Los Angeles para investigar. Eles entendem que foi apenas um golpe publicitário, mas um executivo de estúdio logo morre nas mãos de uma mulher fantasma. A pesquisa ajuda a descobrir que a jovem atriz se suicidou em 1920 depois de ser seduzida e, em seguida, despachada por um executivo do estúdio. Embora os irmãos queimem seus restos, outro produtor é morto. Sam então percebe que o latim no roteiro do filme é um verdadeiro ritual de invocação. O escritor, Martin Flagg, lhes diz que os rituais são do roteiro original escrito pelo assistente de produção de Walter Santos. Walter depois envia um fantasma depois para matar Martin, que é protegido por Sam e Dean. Ele admite que foi ele que invocou os espíritos para obter vingança contra as pessoas que ele acredita que arruinaram o seu script. Walter destrói o talismã usado nos rituais. No entanto, os espíritos ficam livres e estão irritados por aquilo que ele fez, então eles matam Walter. |              |                                                                                                  |                 |                                                                         |                         |                     |
| 41 | 19           | "Folsom Prison Blues" "(No Xadrez)" (BR)                                                         | Mike Rohl       | John Shiban                                                             | 26 de abril de 2007     | 3.33                |
| Seguindo uma dica de Deacon, Sam e Dean vão presos planejadamente para investigar uma série de assassinatos em um bloco de celas recentemente reaberto. No entanto, o agente do FBI Henriksen aparece e tenta extraditá-los para a cadeia federal. Sua advogada, Mara Daniels, acredita que eles podem ter sido acusados injustamente de muitos crimes, mas diz a eles que só pode atrasar a extradição por uma semana. Criando uma distração para permitir que Sam investigue sobre o caso, Dean começa uma luta com um companheiro de prisão. No entanto, o espírito de uma enfermeira ataca Dean na enfermaria. Ele se defende com sal, mas ela mata o outro prisioneiro. A pesquisa revela que é a enfermeira Glockner, que se fazia de justiceira e matava todos os prisioneiros pois ela achava que todos eram culpados. Dean convence Mara a encontrar o local em que Glockner foi enterrada, e os irmãos decidem fugir. Após entrar em uma briga com outro prisioneiro, eles são levados por um guarda Deacon. Ele os ajuda a escapar. Quando Henriksen descobre que Mara forneceu informações aos Winchester, ele a obriga a contar para onde ela os enviou. Os irmãos desenterram o corpo de Glockner e, em seguida, jogam sal e queimam seus restos mortais, o FBI chega ao cemitério errado, depois de ter sido enganados por Mara. |              |                                                                                                  |                 |                                                                         |                         |                     |
| 42 | 20           | "What Is and What Should Never Be" "(Apenas um Sonho)" (BR)                                      | Eric Kripke     | Raelle Tucker                                                           | 3 de maio de 2007       | 3.11                |
| Dean é atacado por um gênio e, de repente se encontra em um mundo em que sua mãe nunca tinha sido morta por Azazel. Ele e Sam não foram educados como caçadores e seu pai morrera por um infarte. Embora o Dean goza de sua nova vida, uma jovem fantasma parece assombrá-lo. Quando ele percebe que todas as pessoas que ele e Sam tinham salvado como caçadores estão mortas, ele decide que ele deve desistir de sua recém-encontrada felicidade para salvá-los. Embora Sam não acredite nele, ele acompanha seu irmão para a toca do gênio. Dean descobre que a jovem mulher que ele tem visto é uma vítima da criatura. Percebendo que ela está viva. Então Dean percebe que está em um mundo irreal. Dean diz que quando uma pessoa está prestes a morrer em um sonho ela acorda, então ele se mata com uma estaca e acorda com o Sam tentando acordá-lo, depois Dean mata o gênio e salva a jovem. |              |                                                                                                  |                 |                                                                         |                         |                     |
| 43 | 21           | "All Hell Breaks Loose (Part 1)" "(Demônios à Solta (Parte 1))" (BR)                             | Robert Singer   | Sera Gamble                                                             | 10 de maio de 2007      | 2.90                |
| Sam é sequestrado por Azazel e é levado para uma cidade abandonada. No local, também estão Andy Gallagher e Ava Wilson, bem como os recém-chegados Lily e Jake Talley. Dean e Bobby vão para o Roadhouse para ver se alguém pode ajudar e encontram o bar queimado com vários corpos, entre eles o de Ash enterrado nos destroços, Andy usa suas habilidades de controle da mente para enviar sua localização para Dean telepaticamente. Naquela noite, Sam é visitado em sonho por Azazel, que explica que ele trouxe para que eles possam lutar até a morte, e que só um sobrevivente sairá vivo e se tornará o líder de seu exército de demônios. Ele também revela que ele matou a namorada de Sam, Jessica, Azazel revela a Sam a fonte das habilidades das crianças: quando eram bebês, todas tomaram sangue de demônio. Enquanto isso, Ava é possuída por um demônio e mata Andy. Ela tenta matar Sam, mas Jake se aproxima por trás dela e usa sua força sobre-humana para quebrar o pescoço, fazendo com que o demônio fuja. Jake ataca Sam mas ele consegue deixar Jake inconsciente. Sam se distrai com a chegada de Dean e Bobby, Jake recobra a consciência e mata Sam. |              |                                                                                                  |                 |                                                                         |                         |                     |
| 44 | 22           | "All Hell Breaks Loose (Part 2)" "(Demônios à Solta (Parte 2))" (BR)                             | Kim Manners     | História por : Eric Kripke & Michael T. Moore Roteiro por : Eric Kripke | 17 de maio de 2007      | 2.72                |
| Dean vende sua alma para um demônio da encruzilhada em troca da ressurreição de Sam, mas com a condição de que ele terá apenas um ano de vida. Ellen chega na casa de Bobby, e lhe dá um mapa de Wyoming que Ash tinha deixado no Roadhouse antes de morrer. A pesquisa revela que Samuel Colt criador da arma Colt criou uma armadilha gigante de demônio usando linhas ferroviárias e que mostra que no centro da armadilha existe um velho cemitério de vaqueiros. Azazel força Jake ir até lá, já que ele não pode entrar. Dean, Sam, Ellen e Bobby estão lá esperando por ele, mas Jake consegue tempo suficiente, forçando Ellen a por uma arma na cabeça e pedindo para todos abaixarem suas armas, para usar a Colt como uma chave para abrir um mausoléu. Sam, então atira em Jake a sangue frio. As portas do mausoléu começam a se abrir, então eles percebem que são as portas do Inferno. Vários demônios escapam e um deles quebra uma parte da linha de ferro da armadilha do diabo, permitindo Azazel entrar. Enquanto Ellen, Sam e Bobby tentam fechar a porta, Dean toma a Colt para enfrentar Azazel. Infelizmente, o demônio os pega de surpresa e toma a arma. Sam larga Ellen e Bobby na tentativa de fechar as portas, para salvar Dean, mas Azazel o deixa imóvel e pergunta a Dean se o que voltou foi o "verdadeiro Sam". Azazel se prepara para matá-lo, mas o espírito de Jonh escapa do inferno e o agarra. Esta distração faz com que Dean pegue a Colt e atire no coração do demônio, finalmente o matando. Bobby e Ellen conseguem fechar as portas, e John some. |              |                                                                                                  |                 |                                                                         |                         |                     |

## Produção

### Escolha de elenco
Os escritores usaram a segunda temporada para expandir o conceito de caçadores, resultando na introdução de muitos personagens recorrentes através do bar frequentado por caçadores—Roadhouse. Samantha Ferris interpreta Ellen Harvelle, proprietária do Roadhouse e uma velha amiga de John Winchester, enquanto Alona Tal interpretou a filha de Ellen, Jo. As duas complementou a relação pai e filho do Winchesters. Ferris acredita que ela era exatamente o que os produtores estavam procurando: uma "atriz dura, forte, mas um pouco materna". A personagem de Tal, por outro lado, era um interesse amoroso intencionado para Dean, e foi eventualmente retirada, porque ela parecia mais como uma figura de irmã. Chad Lindberg interpretou o gênio Ash, que usa suas grandes habilidades de computador para rastrear o sobrenatural. Pela razão de que os escritores sentiram que a personalidade "cómica" e "maluca" do personagem era muito irrealista para a série, ele também foi retirado pelo final.
Outros personagens retornaram da primeira temporada. O ator Jim Beaver fez várias aparições como o caçador Bobby Singer, um velho amigo da família Winchester. Beaver achava que sua primeira aparição em "Devil's Trap" fosse a única, e ficou surpreso quando lhe pediram para retornar. Adrianne Palicki reprisou seu papel como a namorada de Sam, Jessica, no episódio de realidade alternativa "What Is and What Should Never Be", da mesma forma Samantha Smith como Mary Winchester. Smith também fez uma aparição em um flashback no penúltimo episódio, "All Hell Breaks Loose, Part Um". E apesar de inicialmente relutante por causa de seu papel em Grey's Anatomy, Jeffrey Dean Morgan voltou como John Winchester na estreia da temporada e no final. No entanto, o personagem morre na estreia porque os roteiristas se preocuparam que tê-lo separado de seus filhos novamente—Sam e Dean passam boa parte da primeira temporada o rastreando—iria "dividir a série" por ter ele ausente "fazendo coisas mais interessantes do que os garotos estão fazendo". Como um demônio, o vilão Azazel troca de anfitriões periodicamente, e foi primeiro totalmente retratado por Morgan no final da primeira temporada. O papel foi passado para Fredric Lehne na estreia da segunda temporada, e os produtores da série gostaram tanto de seu desempenho que o trouxeram de volta para o final de duas partes.
Muitos fatores entraram nas decisões de elenco das estrelas convidadas da temporada. Linda Blair, famosa por seu papel no filme de terror O Exorcista, apareceu no episódio "The Usual Suspects". Embora fã da série, Blair tinha recusado uma aparição na primeira temporada, porque ela não queria voltar ao terror, tendo passado anos recebendo uma "lousa limpa". Isso mudou após a série de televisão Extra exibir um perfil de três partes em sua carreira de atriz e trabalhar com animais. Ele tentou encontrar uma série que escreveria um papel para ela como "peça de um ator", ao invés de um cameo. Kripke, um fã de O Exorcista, se ofereceu para escrever um episódio especificamente para ela, e ela foi "realmente tocada" quando ele ouviu seu pedido para deixar de fora os demônios no enredo. Durante a substituição automatizada do diálogo, Jensen Ackles acrescentou em uma referência a O Exorcista a declaração, "Por alguma razão, eu poderia realmente comer uma sopa de ervilha."
A escolha de Tricia Helfer de Battlestar Galactica em "Roadkill" decorreu da preferência dos produtores para contratar atores importantes para a base de fãs de Supernatural. Este foi o primeiro episódio a ter o Winchesters como personagens secundários, e Kripke sentiu que "Tricia teve o carisma para desempenhar o papel principal". Kripke apreciava o trabalho de Emmanuelle Vaugier em outras séries de televisão, e acreditava que ela era uma "escolha fácil" para o grande papel da lobisomem Madison em "Heart". O diretor Kim Manners sentiu que Vaugier trouxe á personagem uma vulnerabilidade como o de Lon Chaney Jr. em The Wolf Man, o que simpatizou os espectadores. Os produtores consideraram Summer Glau para o papel da zumbi Angela para "Children Shouldn't Play with Dead Things", mas ela não poderia aceitar devido a conflitos de programação.

### Escrita
Quando a produção da segunda temporada começou, Kripke queria evitar a fórmula do monstro da semana usada no primeiro ano. Os escritores tentaram isso incluindo mais "temas humanos", principalmente "as coisas que Sam e Dean têm realmente medo: morte, tristeza, traição, etc." Essa mudança trouxe o foco da série para situações como os irmãos que lidar com a morte de seu pai e dando-lhes a tarefa de caçar Azazel, o demônio que o matou. Morgan sentiu que a "confusão interna" dos irmãos criada pela morte de seu personagem os tornou mais tridimensionais. Enquanto Dean tem dificuldade em lidar com a morte de seu pai, Kripke desejou que eles tinham que se concentrar mais na reação de Sam. Em vez disso, os episódios lidavam mais com o medo de Sam de se tornar maligno, o que Kripke lamentou desde que os escritores nunca descreveram o personagem cometendo atos malévolos. Outro enredo principal da temporada seguiu Sam e Dean enquanto rastreiam as várias crianças psíquicas—jovens adultos como Sam que foram visitados por Azazel quando bebês e ganharam habilidades. No entanto, o enredo das crianças psíquicas fez a mitologia da segunda temporada "densa" e "confusa" para Kripke.

### Filmagens
A fotografia principal ocorreu em Vancouver, Columbia Britânica. A equipe usou duas câmeras simultaneamente para cada cena, o que permitiu que dois ângulos diferentes fossem filmados da mesma sequência. A série geralmente tem uma atmosfera sombria, embora a produção propositadamente criou uma aparência contrastante para certos episódios. "Hollywood Babylon" detalha as filmagens de um filme de terror falso, e o uso de dois estilos de filmagem ajudou a fazer uma distinção; cenas do filme falso usou cores mais saturadas, enquanto cenas para o episódio real foram "até a realidade". Para retratar o mundo perfeito de "What Is and What Should Never Be", fizeram as sombras habituais e "iluminação temperamental" mais coloridas e calorosas.
Problemas durante a produção às vezes surgiram. Por suas cenas como o demônio de olhos amarelos Azazel durante toda a temporada, Fredric Lehne usava duras, lentes de contato coloridas que obscurecia muito sua visão. A equipe de produção colocou sacos de areia no chão para ajudá-lo a localizar suas marcas. Lindsey McKeon, que interpretou a ceifeira Tessa brevemente possuída por Azazel em "In My Time of Dying", também experimentou o mesmo problema. Sua cena—ela toca a testa de Ackles—levou nove takes para filmar porque ela continuava errando. Filmagens de "What Is and What Should Never Be" foram interrompidas para acomodar a ocupada Adrianne Palicki. A produção mudou para o episódio seguinte depois de cinco dias de filmagem, e retomou quando Palicki ficou disponível para os três dias finais.
Nem todas as cenas podiam ter lugar no estúdio, e outras foram filmadas em locações. As cenas do cofre em "Nightshifter" foram filmadas em um banco real seguro, já que a produção não teria sido capaz de construir um no set. Tiros externos foram filmados no centro de Vancouver, forçando as ruas a serem fechadas. A cripta de "Houses of the Holy" foi construída sob a Igreja de St. Andrew's Wesley, com plástico usado para imitar a pedra esculpida. Hospital Riverview—usado como local de filmagem em episódios anteriores—foi usado para a estreia "In My Time of Dying". Funcionou também como uma prisão em "Folsom Prison Blues" devido a, como Wanek descreve, "a textura nas paredes, a falta de qualquer humanidade no projeto, e os materiais utilizados para construí-lo ..." No entanto, o bloco de prisão foi construído em um estágio de som.  As cenas finais de "Simon Said" foram filmadas na barragem de Cleveland, e "All Hell Breaks Loose, Part Um" fez uso de um set preexistente construído para a série de televisão ocidental Bordertown. O clímax da "Parte Dois" deveria ter lugar originalmente em um verdadeiro cemitério, mas inúmeras questões forçaram a produção a filmar a cena no estúdio.